# Estação Hospital Severo Ochoa
Hospital Severo Ochoa é uma estação da Linha 12 do Metro de Madrid . A Estação terminal atende o Hospital Universitário que em seu nome presta homenagem ao bioquímico e Prêmio Nobel espanhol Severo Ochoa (1905-1993).